# Свети Теоген
Свети Теоген je хришћански светитељ и мученик за веру.
Био је епископ у граду Парију у Малој Азији. За време владавине римског цара Лицинија војници су ухватили Теогена у малоазијској области Фригији. Трибун Заликинтије (главнокомандујући над војском покрајине) га је силом приморавао на војну службу, али Теоген није хтео да пристане. Због тога је распрострт и везан за четири стуба, и бијен моткама. Теоген је за време мучења предсказао да ће трибуну и опциону бити поломљена колена и да ће Лициније претрпети пораз. После тога Теоген је затворен у тамницу. Док се налазио у тамници одбијао је да прима храну. Када је Лициније обавештен о томе, наредио је да Теогена баце у море. Тада је Теоген тражио од од извршилаца смртне казне време за молитву, и почео да се моли три сата. Хришћани верују да је за време моливе он био обасјан необичном светлошћу и да су они који је требало да изврше казну, морнари и војници прешли у хришћанство.
После тога Теоген је потопљен у море где се удавио око 320. године. Потом су хришћани извадили његово тело из воде и сахранили близу градских бедема. Хришћани верују да су се од моштију светог Теогона догађала многа чуда и исцељења од разних болести.
Православна црква га слави 2. јануара по јулијанском календару, а 15. јануара по грегоријанском календару.